# Résolution 2250 du Conseil de sécurité des Nations unies
Membres permanents
- Chine
- États-Unis
- France
- Royaume-Uni
- Russie

Membres non permanents
- Angola
- Chili
- Espagne
- Jordanie
- Lituanie
- Malaisie
- Nigeria
- Nouvelle-Zélande
- Tchad
- Venezuela

Résolution no 2249 Résolution no 2251
La résolution 2250 du Conseil de sécurité des Nations unies a été adoptée à l’unanimité le 9 décembre 2015 à l’initiative de la Jordanie. C'est une résolution thématique qui traite de la jeunesse dans une perspective de paix et de sécurité internationales. 
Reconnaissant les efforts des jeunes dans la consolidation de la paix, elle fournit un ensemble de lignes directrices sur lesquelles les politiques publiques et les programmes seront élaborés par les États membres, l’ONU et la société civile. Ce cadre politique mondial, adopté par le Conseil de sécurité en décembre 2015, explore l’impact des conflits sur la vie des jeunes et ce qui doit être fait pour atténuer leurs effets, ainsi que la manière dont les jeunes peuvent être significativement inclus dans la création de communautés pacifiques. Cette résolution parle de cinq domaines/piliers d’action clés : la participation, la protection, la prévention, le partenariat et le désengagement, et la réintégration. Ces cinq piliers et la résolution elle-même promeuvent un nouveau discours des jeunes sur la paix et garantissent la légitimité et la responsabilité.